# Escuela de Derecho Harvard

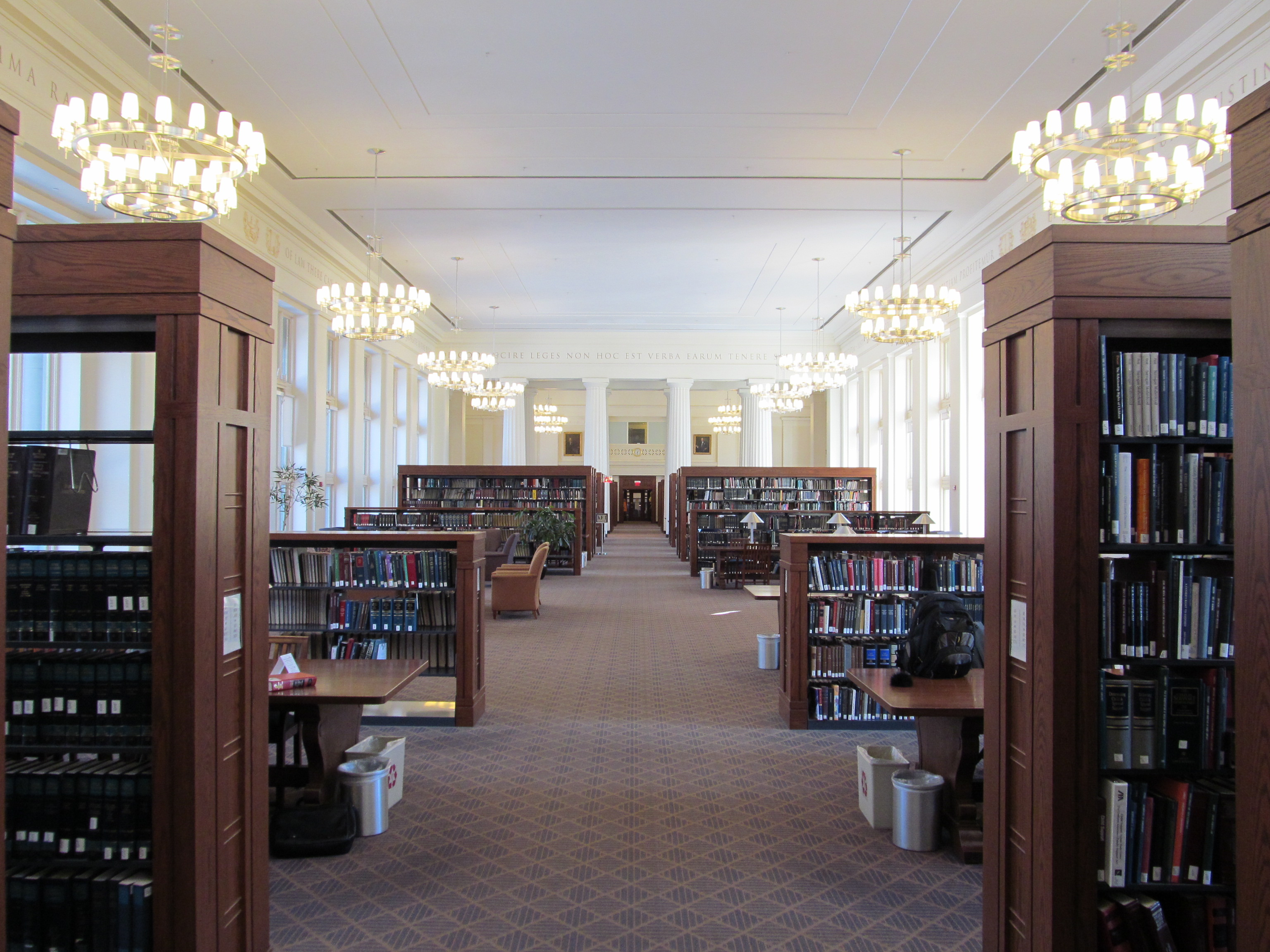
Sala de lectura de Langdell Hall.

La Escuela de Derecho Harvard (en inglés Harvard Law School o HLS) es la escuela de Derecho de la Universidad de Harvard, ubicada en Cambridge, Massachusetts (Estados Unidos).
Es la escuela más antigua de Estados Unidos que sigue operando continuamente. Tiene la biblioteca de derecho más grande del mundo.
Introdujo lo que se convertiría en el currículum estándar para el primer-año en las escuelas de derecho estadounidenses —incluyendo clases sobre contratos, propiedad, agravios, derecho penal y procedimiento civil— en la década de 1870, bajo el Decano Christopher Columbus Langdell. En Harvard, Langdell también desarrolló la enseñanza del derecho con base en casos, que se convirtió en el modelo dominante en las escuelas de derecho estadounidenses.

## Decanos
- Christopher Columbus Langdell, 1870/1875.
- James Barr Ames, 1895/1910.
- Ezra Ripley Thayer, 1910/1915.
- Roscoe Pound, 1916/1936.
- James McCauley Landis, 1937/1946.
- Erwin Nathaniel Griswold, 1946/1967.
- Derek Curtis Bok, 1968/1971.
- Albert Martin Sacks, 1971/1981.
- James Vorenberg, 1981/1989.
- Robert C. Clark, 1989/2003.
- Elena Kagan, 2003/2009.

El actual decano de Harvard Law School es Martha Minow, desde el 1 de julio de 2009.

## Profesores notables
- Stephen Breyer
- Alan Dershowitz
- Mary Ann Glendon
- Cass Sunstein
- Elizabeth Warren
- James Barr Ames[2]
- Roger Fisher (académico)

## Scott Club
El Scott Club de la Harvard Law School se fundó en 1913 y entre otras actividades, desarrolla la “Ames competition” que se estableció en 1911, gracias al legado del estudio de caso del Decano James Barr Ames. Aunque fue en 1820 cuando nacieron los primeros litigios informales desarrollados como práctica de "estudiar haciendo" entre estudiantes, litigando ante un tribunal de apelación ficticio (Moot court), no fue hasta 1911 que se establecieron en la universidad de Harvard. Después esta práctica pedagógica se ha extendido de forma continuada por el mundo occidental en casi todas las universidades de derecho. El español Vicente Blanco Gaspar consiguió ganar siete veces la “Ames competition” en los años que participó como miembro del Scott Club entre 1964 y 1965 y doctorando en la escuela de derecho de la Universidad de Harvard.

## En la cultura popular

### Libros
The Paper Chase es una novela sobre un estudiante de primer año en la facultad ("One L"). Fue escrita por John Jay Osborn, Jr., quien estudió en HLS. El libro fue la base para una película y una serie de televisión (ver más abajo). 
Scott Turow, un novelista, también escribió un libro sobre su experiencia en primer-año en Harvard, One L.
No tan notables es el recuento que hace Richard Kahlenberg sobre su experiencia en la facultad, Broken Contract: A Memoir of Harvard Law School. Kahlenberg se aparta de los otros dos autores y describe su experiencia de sus dos últimos años en la facultad, afirmando que en ambiente lleva a los estudiantes a alejarse de sus aspiraciones sobre intereses públicos y los lleva hacia trabajos muy bien remunerados en firmas de derecho.

### Películas y televisión
Varias películas y series de televisión han tenido como ubicación, por lo menos en parte, a la facultad. Muchas de ellas tiene escenas filmadas en, o en los alrededores, de la Universidad de Harvard. Estas incluyen:
- Legally Blonde (2001)
- The Firm (1993)
- Soul Man (1986)
- The Paper Chase (1973)
- Love Story (1970)
- Rubeusutori in Habeodeu (2004), o Love Story in Harvard, en la serie de televisión de Corea
- The social network (2010)
- Suits (2011)

Muchas películas y series de televisión populares han incluido personajes ficticios graduados de Harvard Law. Algunos incluyen:
- Boston Legal (2004-2008)
- NCIS (2003-)
- Two Weeks Notice (2002)
- The People vs. Larry Flynt (2000)
- Passions (1999-)
- Sex and the City (1998)
- The Practice (1997-2004)
- Ally McBeal (1997-2002)
- Quiz Show: El dilema (1994)
- The Firm (1993)
- A Few Good Men (1992)
- Law & Order (1990-)
- The Fresh Prince of Bel-Air (1990-96)
- Matlock (1986-95)
- Suits (2011-16)